# Björn Daníel Sverrisson
Björn Daníel Sverrisson est un footballeur islandais né le 29 mai 1990 à Hafnarfjörður, qui joue au poste de milieu de terrain au FH Hafnarfjörður.

## Biographie

### En club
C'est au FH que la carrière de Björn débute, lors de l' Úrvalsdeild 2008. Il est fidèle au club d'Hafnarfjörður jusqu'en 2013, après quoi il part pour le club norvégien du Viking Stavanger. Björn sera apparu à 127 reprises sous le maillot du FH, marquant 36 buts toutes compétitions confondues.
Il arrive à Stavanger en janvier 2014, venant grossir les rangs de la colonie islandaise du club norvégien, puisqu'il retrouve là-bas Sverrir Ingi Ingason, Indridi Sigurdsson, Steinthór Freyr Thorsteinsson et Jón Daði Böðvarsson, ses coéquipiers en sélection. Le milieu de terrain est titulaire en Tippeligaen pour la saison 2014.

### En sélection
Sverrisson joue 4 matchs pour l'Islande U19, ainsi que 9 matchs pour l'Islande espoirs. En janvier 2014, il apparaît pour la première fois sous le maillot de l'équipe A, Lars Lagerbäck le faisant entrer en deuxième mi-temps au cours d'un match amical face à la Suède.

## Palmarès
- FH
  - Champion d'Islande en 2008, 2009 et 2012
  - Vainqueur de la Coupe d'Islande en 2010
  - Vainqueur de la Supercoupe d'Islande en 2010, 2011 et 2013